# 1755 Lorbach
1755 Lorbach è un asteroide della fascia principale del diametro medio di circa 27,9 km. Scoperto nel 1936, presenta un'orbita caratterizzata da un semiasse maggiore pari a 3,0907633 UA e da un'eccentricità di 0,0497192, inclinata di 10,69426° rispetto all'eclittica.
L'asteroide è dedicato a Anne Lorbach Herget, moglie dell'astronomo Paul Herget e assistente presso l'Osservatorio di Cincinnati.